# Wino (gruppo musicale)
I Wino (pronunciato "wine-oh") sono stati un gruppo musicale rock giapponese, attivo dal 1995 al 2002.
La loro musica era influenzata dalle rock band inglesi, soprattutto i Beatles, ela stessa band era spesso comparata agli Oasis.
Uno dei brani più famosi dei Wino, Taiyō wa yoru mo kagayaku, viene utilizzato nella seconda opening (relativa alla prima serie) del noto anime Hunter × Hunter.

## Membri
- Jun Yoshimura (吉村潤) - voce
- Naoyuki Hisanaga (久永直行) - prima chitarra
- Shinichiro Togawa (外川慎一郎) - chitarra ritmica
- Hiroyuki Kawazoe (川添宏之)- basso
- Masataka Kuronuma (黒沼征孝) - batteria

## Discografia

### Album
- Useless Music (1999)
- WINO (1999)
- DIRGE No.9 (2001)
- EVERLAST (2002)
- LION (2003)
- The Best of WINO - Volume 1 (2003)

### Singoli
- Devil's own [mix No.4] (1998)
- Loaded (1998)
- Ain't gonna lose (1999)
- Tomorrow (1999)
- The Action (All really want to do) (2000)
- Sullen Days (2000)
- Taiyou Wa Yoru Mo Kagayaku (2000)
- New Dawn F (2001)
- Go Straight Song! (2001)
- Not Alone (2002)
- Love Is Here (2002)